# Begonia sinovietnamica
Espèce
Begonia sinovietnamica est une espèce de plantes de la famille des Begoniaceae.
Elle a été décrite en 1997 par Cheng Yih Wu (1916-2013).